# 半時計回り

右回り（時計回り）

左回り（「反」時計回り）